# Kitka, Varna
Kitka (în bulgară Китка) este un sat în comuna Avren, regiunea Varna,  Bulgaria. 

## Demografie
Componența etnică a satului Kitka
     Romi (1,26%)
     Turci (18,06%)
     Bulgari (74,78%)
     Nicio identificare (5,88%)
La recensământul din 2011, populația satului Kitka era de 238 locuitori. Din punct de vedere etnic, majoritatea locuitorilor (74,78%) erau bulgari, existând și minorități de turci (18,06%) și romi (1,26%). Pentru 5,88% din locuitori nu este cunoscută apartenența etnică.